# Стрельба из лука на летних Олимпийских играх 1900 — кордон доре, 50 метров
Соревнования по стрельбе из лука в классе «Кордон доре» на 50 метров среди мужчин на летних Олимпийских играх 1900 прошли примерно с 27 мая по 14 августа. Приняли участие неизвестное количество спортсменов из трёх стран (скорее всего участвовали представители Нидерландов).
Вначале прошла квалификация, результаты которой неизвестны, а затем финал с участием восьми спортсменов.

## Призёры
| Золото             | Серебро                  | Бронза              |
| Анри Эруэн Франция | Хуберт ван Иннис Бельгия | Эмиль Фиссо Франция |

## Соревнование
| Место | Спортсмен              | Результат |
| ----- | ---------------------- | --------- |
| 1     | Анри Эруэн (FRA)       | 31        |
| 2     | Хуберт ван Иннис (BEL) | 29        |
| 3     | Эмиль Фиссо (FRA)      | 28        |
| 4     | Анри Эль (FRA)         | 27        |
| 5     | Эдуард Бодуан (FRA)    | 26        |
| 6     | Дене (FRA)             | 26        |
| 7     | Галинар (FRA)          | 26        |
| 8     | Леком (FRA)            | 25        |